# Marguerite Philippe
Marguerite Philippe, en breton Marc'harid Fulup (Pluzunet, 12 août 1837 – 14 janvier 1909), est une mendiante trégorroise de la commune de Pluzunet, et conteuse en langue bretonne.
Illettrée, mais douée d'une mémoire prodigieuse, elle connaissait environ 150 chants ("gwerzioù") et une grande quantité de contes et récits de toute nature, qu'elle avait commencé à apprendre de ses parents.
Estropiée à la suite d'un accident dans son enfance (sa main avait été dévorée par un porc), elle ne pouvait travailler de ses mains. Elle gagnait aussi sa vie en fréquentant les pèlerinages du Léon et de Cornouaille, notamment en faisant des pèlerinages par procuration, notamment à Sainte-Anne-d'Auray ou encore le Tro Breiz, pour ceux qui la payaient. 
Nombre des chants et contes qu'elles connaissait ont été recueillis par François-Marie Luzel et édités dans ses ouvrages.

## Biographie
Marguerite Philippe est née en 1837 à Pluzunet. Elle est l'avant-dernière d'une famille de treize enfants, mais dont seuls quatre ou cinq ont survécu à la petite enfance. Son père est tailleur et sa mère filandière.
Infirme de naissance, puis mordu par un cochon dans son enfance, elle n'a qu'un usage partiel de ses bras. Elle gagnera sa vie en effectuant des pèlerinages par procuration. D'après Anatole Le Braz, elle a développé un savoir encyclopédique sur les pèlerinages. Par exemple, elle connaissait le lieu le plus approprié où se rendre pour invoquer le sain thaumaturge spécifique à chaque maladie. Cependant, ces connaissances de la religion populaire n'ont pas été collectés.
À partir de ses trente ans, elle rencontre réguliérement Perrine Luzel et François-Marie Luzel au manoir de Plouaret. Ceux-ci mettent par écrit une partie de son répertoire. Dans une interview à Charles Le Goffic, elle dit apprécier beaucoup François-Marie Luzel. Celui-ci lui versait 10 francs d'étrenne par an. 
Elle gagna peu à peu en popularité, rencontrant Anatole Le Braz et François Vallée, et participant à des congrès régionalistes bretons où elle rencontre l'autrice Ange McKay Mosher qui lui consacre un chapitre de son livre. 
En 1875, elle épouse René Salaün, journalier, dont elle aura deux enfants morts en bas âge.
Elle meurt à Pluzunet à 71 ans. Son amie Ange McKay Mosher finance la construction d'une tombe. 
Peu de gens se sont intéressés à la manière dont Margueritte Philippe concevait son art. Anatole Le Braz rapporte qu'elle collectait des histoires auprès des valets et servantes dans les fermes où elle couchait, ou en accostant des piétons au gré du chemin. Elle aurait également prononcé ces paroles, gravés sur sa tombe : 
La seule chose que j'ai faite dans ma vie : C'est chanter !

## Hommage
- Son tombeau, au cimetière de Pluzunet, est l'œuvre du sculpteur Yves Hernot fils. En 1910, Ange M. Mosher, célèbre mécène américaine de la culture bretonne, contribue à l'élevation du Monument à la mémoire de Marc'harid Fulup à Pluzunet avec Anatole Le Braz et d'autres régionalistes bretons.
- Sa statue, œuvre du sculpteur Morley Troman orne la place de Pluzunet, son village natal.
- Une rue de Quimper porte son nom, ainsi qu'une rue de Lannion.
- Émile Armel-Beaufils l'a représentée dans un groupe en l'honneur d'Anatole Le Braz sur le rond-point Huguin à Saint-Brieuc.
- Henri Vincenot a décrit Marguerite Philippe dans son roman L'Œuvre de chair.
- Ange McKay Mosher lui a consacré un chapitre de son livre The spell of Brittany[4].